# Роман Джоффрей
Роман Браун Джоффрей (англ. Roman Brown Geoffrey; нар. 26 лютого 1982, Карасбург, Південно-Західна Африка) — намібійський футболіст, нападник.

## Клубна кар'єра
Футбольну кар'єру розпочав 1998 року в «Орландо Пайретс» (Віндгук). У команді провів 2 роки. У 2000 році перейшов до «Африкан Старз». У 2002 році виїхав до Німеччини, де став гравцем клубу «Германія Даттенфельд» з 5 ліги чемпіонату Німеччини. У 2003 році підписав контракт з представником Другої Бундесліги «Дуйсбург», проте за першу команду клубу не провів жодного офіційного поєдинку. 
У 2004 році перебрався до іншого представника Другої Бундесліги, «Рот-Вайс» (Обергаузен). У новій команді дебютував 19 листопада 2004 року в переможному (1:0) поєдинку проти «Гройтер Фюрт». 5 грудня 2004 року в переможному (3:1) поєдинку проти «Унтергахінга» відзначився своїм єдиним голом у Другій Бундеслізі. У футболці клубу з Обергаузена зіграв 7 матчів, в яких відзначився 1 голом.
У 2006 році повернувся до Намібії, де став гравцем «Цивікса» (Віндгук). У 2007 році разом з командою виграв національний чемпіонат, а наступного року — національний кубок. У команді провів 4 роки (за виключенням сезону 2008/09 років, коли Роман грав за «Рамблерс». З 2010 року знову захищав кольори «Орландо Пайретс» (Віндгук).

## Кар'єра в збірній
Виступав за юнацькі збірні Намібії різних вікових категорій.
У футболці національної збірної Намібії дебютував 1999 року. Зіграв за головну команду країни 12 матчів. Після 2003 року в складі збірної не грав.